# Philodendron fortunense
Philodendron fortunense är en kallaväxtart som beskrevs av Thomas Bernard Croat. Philodendron fortunense ingår i släktet Philodendron och familjen kallaväxter. Inga underarter finns listade.